# Eugene de Kock
Eugene Alexander de Kock (1949. január 29. – ) korábbi dél-afrikai rendőrezredes, akit az apartheid idején elkövetett bűncselekményeiért 1996-ban hosszú börtönbüntetésre ítéltek.

## Pályafutása
A később Főgonoszként (Prime Evil) hírhedtté vált de Kock apja, Lawrence de Kock, John Vorster korábbi miniszterelnök barátja volt. Fiait az afrikaner nacionalista ideológia szellemében nevelte. Az iskola befejezése után jelentkezett a hadseregbe, de nem vették fel, mert dadogott. De Kock ezután a rendőrséghez került, ahol a különleges egységhez jelentkezett. Oda sem vették fel, mert nem volt jó a látása.
A rhodéziai háború idején Rhodéziába vezényelték, ahol Robert Mugabe és Joshua Nkomo fekete nacionalista csapatai ellen harcolt. 1979-ben egyik társalapítója volt a dél-afrikai rendőrség felkelés elleni egységének, a Koevoetnek, amely a délnyugat-afrikai SWAPO gerilláival szemben lépett fel. A rendőri szervezet hírhedtté vált a nagyszámú ellenség megölése és a namíbiai polgári lakosság elleni állítólagos atrocitásai miatt.
1983-ban Eugene de Kockot átvezényelték a C10-hez, a felkelés elleni egység főhadiszállására, Vlakplaasba, amely húsz kilométerre nyugatra fekszik Pretoriától. De Kockot két év múlva kinevezték a szervezet parancsnokának. Irányítása alatt a C10, későbbi nevén C1 halálbrigáddá változott, amely az apartheid rendszer és a Nemzeti Párt ellenfeleit gyilkolta.
Az apartheid bukása után az ezredest bíróság elé állították, és 89 bűncselekmény és vétség – köztük hat gyilkosság – miatt két életfogytiglanra és 212 év börtönbüntetésre ítélték. A tárgyaláson de Kock „állami gyilkosnak” nevezte magát. De Kock számos gyilkosságról számolt be, és mások mellett azt állította, hogy a dél-afrikai kormány állt Olof Palme svéd miniszterelnök meggyilkolása mögött is.
Willem van der Merwe bíró a tárgyaláson külön kiemelte egy aktivista testvérének, Japie Maponyának a meggyilkolását. Először megkínozták, majd egy szváziföldi erdőben megásatták vele a sírját, végül de Kock egy karddal megölte. De Kock a pretoriai központi börtönben töltötte büntetését.
Michael Masutha dél-afrikai igazságügy-miniszter 2015. január 30-án jelentette be, hogy Eugene De Kockot feltételesen szabadlábra helyezik. Azzal indokolta a döntést, hogy az elítéltet a nemzet építésének érdekében engedik el, mivel megbánta bűneit, és segített a hatóságoknak megtalálni több áldozatának maradványait.

## Fordítás
- Ez a szócikk részben vagy egészben  az   Eugene de Kock című angol Wikipédia-szócikk fordításán alapul.  Az eredeti cikk szerkesztőit annak laptörténete sorolja fel. Ez a jelzés csupán a megfogalmazás eredetét és a szerzői jogokat jelzi, nem szolgál a cikkben szereplő információk forrásmegjelöléseként.